# Idaho Army National Guard

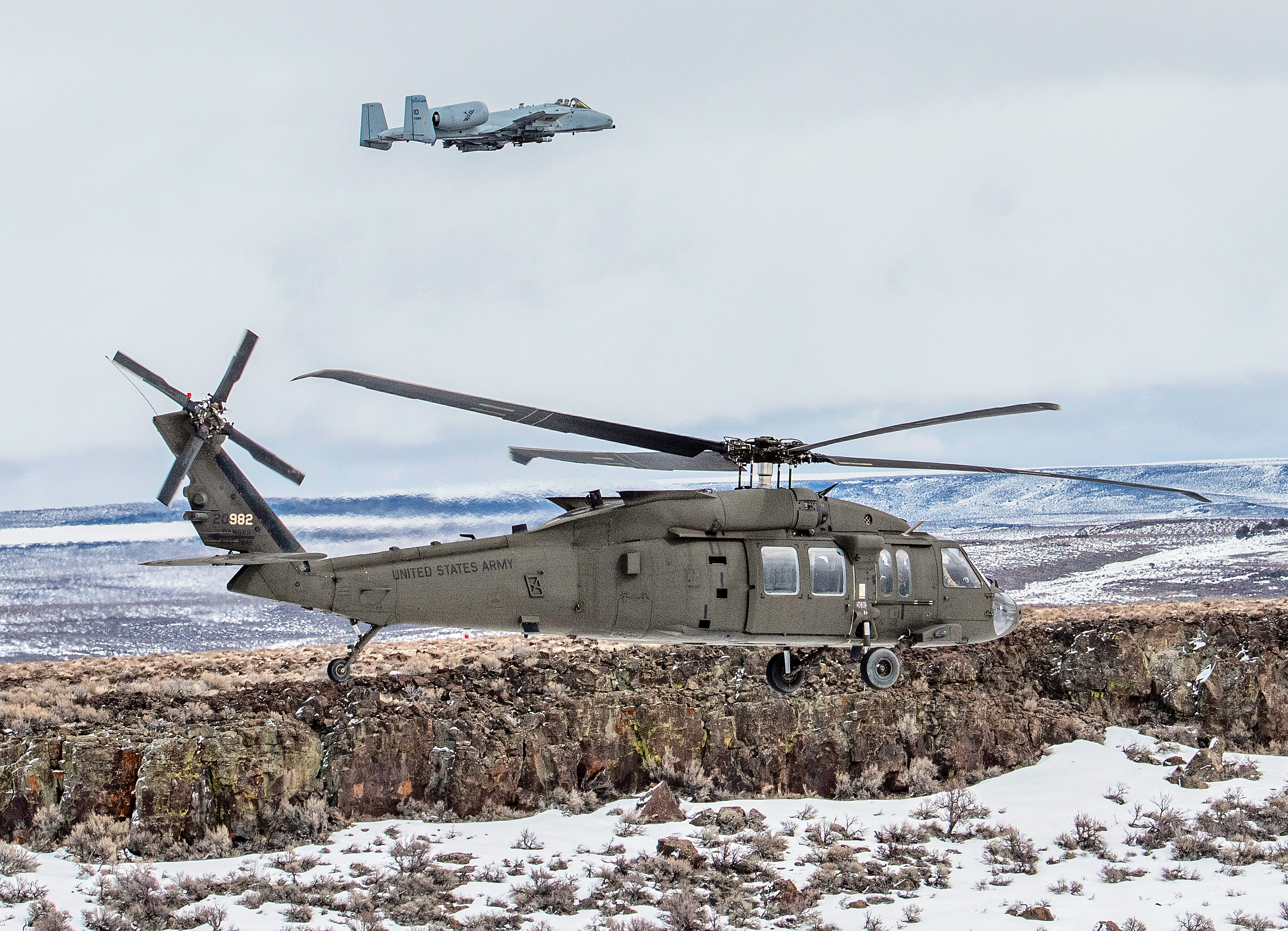
UH-60L del 1-183rd Aviation Regiment

La Idaho Army National Guard è una componente della Riserva militare della Idaho National Guard, inquadrata sotto la U.S. National Guard. Il suo quartier generale è situato presso la città di Boise.

## Organizzazione
Attualmente, al 1 Gennaio 2022, sono attivi i seguenti reparti :

### Joint Forces Headquarters
- JFHQ, Army Element
- Medical Detachment
- Recruiting and Retention Battalion
- 101st Civil Support Team (WMD)
- 25th Army Band

### 116th Cavalry Brigade Combat Team
- Headquarters & Headquarters Company - Gowen Field
- 2nd Battalion, 116th Armor Regiment (Combined Arms)
  -  Headquarters & Headquarters Company - Twin Falls
  -  Company A (Tank) - Boise
  -  Company B (Tank) - Boise
  -  Company C (Mech Infantry) - Emmett
- 1st Battalion, 163rd Infantry Regiment (Combined Arms) - Montana Army National Guard
- 3rd Battalion, 116th Armor Regiment (Combined Arms) - Oregon Army National Guard
- 1st Squadron, 221st Cavalry Regiment (Armored Reconnaissance) - Nevada Army National Guard
- 1st Battalion, 148th Field Artillery Regiment
  -  Headquarters & Headquarters Battery - Pocatello
  -  Battery A (-) - BlackFoot
    - Detachment 1 -Preston

  -  Battery B (-) - Rexburg
    - Detachment 1 -St.Anthony

  -  Battery C - Burley
- 116th Brigade Engineer Battalion
  -  Headquarters & Headquarters Company (-) - Twin Falls
    - Detachment 1

  -  Company A - Wilder
  -  Company B - Twin Falls
  -  Company C (-) (Signal) - Mountain Home
    - Detachment 1

  -  Company D (-) (Military Intelligence)
- 145th Brigade Support Battalion
  -  Headquarters & Headquarters Company - Lewiston
  -  Company A (-) (DISTRO) - Post Falls
    - Detachment 1
    - Detachment 2 - Sandpoint

  -  Company B (-) (Maint)  - Post Falls
    - Detachment 1 - Lewiston

  -  Company C (MED) - Gowen Field
  - Company D (Forward Support) - Nevada Army National Guard
  -  Company E (Forward Support) (Aggregata al 116th Brigade Engineer Battalion) - Gowen Field
  -  Company F (Forward Support) (Aggregata al 1st Battalion, 148th Field Artillery Regiment)
  -  Company G (Forward Support) (Aggregata al 2nd Battalion, 116th Armor Regiment) (-) - Idaho Falls
    - Detachment 1 - Rigby

  - Company H (Forward Support) - Oregon Army National Guard
  - Company I (Forward Support) - Montana Army National Guard

### Aviation Troop Command
- Headquarters & Headquarters Company
- Aviation Support Facility #1 - Boise Airport – Gowen Field
- 1st Battalion, 183rd Aviation Regiment (Assault Helicopter)  - Sotto il controllo operativo della Combat Aviation Brigade, 34th Infantry Division, Minnesota Army National Guard
  -  Headquarters & Headquarters Company (-)
  -  Company A - Equipaggiato con 10 UH-60L 
  -  Company B - Equipaggiato con 10 UH-60L 
  - Company C - Hawaii Army National Guard
  -  Company D (-) (AVUM)
  -  Company E (-) (Forward Support)
- Detachment 2, Company D (MEDEVAC), 1st Battalion, 112th Aviation Regiment (Security & Support) - Equipaggiato con 2 UH-72A
- Detachment 1, Company G (MEDEVAC), 1st Battalion, 168th Aviation Regiment (General Support) - Equipaggiata con 4 UH-60L 
  - Detachment 1, Company D, 1st Battalion, 168th Aviation Regiment
  - Detachment 1, Company E, 1st Battalion, 168th Aviation Regiment
- Detachment 3, Company C, 2nd Battalion, 245th Aviation Regiment (Fixed Wing) - Equipaggiato con 1 C-12T
- Detachment 35, Operational Support Airlift Command

### 204th Regiment, Regional Training Institute
- Headquarters & Headquarters Company - Gowen Field
- 1st Battalion (Armor)
- 2nd Battalion (Modular)
- Regional Training Site-Maintenance Ordnance Training Battalion (RTS-M)